# Petr Ludwig
Petr Ludwig (*1. dubna 1986 Pardubice) je český konzultant, podnikatel, publicista a spisovatel. Zaměřuje se na téma prokrastinace (chorobné odkládání úkolů), které zpracoval ve své knize „Konec prokrastinace“. Vede vzdělávací společnost GrowJOB se sídlem v Brně a její dceřinou společnost Procrastination.com se sídlem v Praze. Český časopis Forbes ho v roce 2020 zařadil do žebříčku 30 nejvlivnějších Čechů na sociálních sítích.

## Vzdělání a kariéra
Petr Ludwig se narodil v Pardubicích v rodině vědeckého pracovníka v oboru chemie a pozdějšího rektora Univerzity Pardubice Miroslava Ludwiga. Po absolvování gymnázia v Pardubicích vystudoval Fakultu informačních technologií VUT v Brně, kde na Ústavu počítačové grafiky a multimédií absolvoval v roce 2011 magisterský program diplomovou prací Sociologický simulátor na téma modelování a simulaci sociálního prostředí jako jednoho z významných komplexních systémů. Současně studoval i na Právnické fakultě Masarykovy univerzity, ale studium nedokončil a opustil ve čtvrtém ročníku.
V roce 2008 při studiu založil společnost LifeWeb s.r.o., která se později (2011) přejmenovala na GrowJOB s.r.o. Jedná se o konzultační a vzdělávací společnost, která pomáhá zlepšovat vnitřní motivaci, efektivitu práce a spokojenost jednotlivců a lidí ve firmách, pořádá školení a konference. Postupem času se firma podle zaměření rozdělila na dvě hlavní části: personal a corporate. GrowJOB personal se věnuje tématu prokrastinace, efektivity práce a motivace a spokojenosti u jednotlivců. GrowJOB corporate rozvíjí témata jako je leadership, employer branding a firemní kultura.
V roce 2016 založil dceřinou společnost Procrastination.com s.r.o., která celosvětově nabízí online kurzy,  webináře a přednášky s tématem prokrastinace.  
Je autorem čtyř online kurzů na platformě Seduo.cz jako například Konec prokrastinace nebo Nastavení mysli: Jak změnit svoje myšlení? Na YouTube vytvořil videosemináře Kritické myšlení a Restart motivace.
V rámci webu konec-prokrastinace.cz pořádá webináře, přednášky a workshopy pro veřejnost. Lektoři se zde zaměřují na témata jako spánek, zvládání stresu, motivace, vztahové a psychlogické fenomény. Od roku 2015 také pravidelně pořádá konference, na kterých vystupují různí řečníci a osobnosti. Věnující se především tématům seberozvoje, motivace a osobního růstu. V roce 2022 to byly mimo jiné konference GrowJOB Fest 2022, Leadership Praha 2022 nebo Kritické myšlení 2022.

## Kniha Konec prokrastinace
Knihu „Konec prokrastinace: Jak přestat odkládat a začít žít naplno“ vydalo v roce 2013 nakladatelství Jan Melvil Publishing. Hlavním tématem publikace je chorobné odkládání, tzv. prokrastinace. Hlavní příčinou odkládání věcí je podle autora „neschopnost seberegulace“, tedy dovednost poručit si a poslechnout se. V knize se dále věnuje tématům jako rozhodovací paralýza, disciplína, Dunnigův-Krugerův efekt, efektivnější náplň času nebo nalezení životní motivace a smyslu života. Kniha je doplněna řadou ilustrací a nabízí i interaktivní pracovní stránky, které mají čtenáři pomoci s produktivitou nebo organizací času. Je přeložena do 17 jazyků a prodalo se jí přes sto tisíc výtisků.

## Podcasty
Od roku 2017 vytváří Petr Ludwig podcast nazvaný Deep Talks, kam si zve hosty, se kterými se baví o tématech jako jsou hodnoty, smysl práce a života a tom, co dělat pro lepší českou společnost. Mezi hosty patří české osobnosti jako Dana Drábová, Václav Dejčmar, Emma Smetana nebo Ewa Farna a mnoho dalších. Podcast má k lednu 2023 celkem 155 epizod a dále aktivně vycházejí další.
Během covidové pandemie natáčel Petr Ludwig s hlavním epidemiologem IKEM a signatářem výzvy vědců Petrem Smejkalem podcast Covid a kritické myšlení (vydán v rámci série Deep Talks). Společně se prostřednictvím podcastu snažili o osvětu a chtěli touto formou veřejnosti jednoduše a srozumitelně prezentovat informace o koronaviru z vědeckých studií a světového odborného tisku a vyvracet tak šířící se dezinformace.
Podcast Deep Talks má také anglickou variantu, jejíž formát je shodný jako české varianty, pouze jsou rozhovory vedeny s anglicky mluvícími osobnostmi. Mezi hosty patří například Nir Eyal, Keith Cupp nebo Jeremy Howard. Podcast má celkem 10 epizod.
O ledna roku 2023 vytváří s podnikatelkou a influencerkou Erikou Eliášovou podcast RAWzhovory, který je veden formou rozhovoru mezi nimi. Zaměřují se v něm na témata jako osobní rozvoj, podnikání, odpovídají na otázky posluchačů a sdílí poznatky ze svého podnikatelského života.

## Koronavirové iniciativy
Petr Ludwig během první koronavirové krize společně s vědci z Akademie věd a ČVUT založil kampaň Masks4All na podporu nošení roušek. Kampaň se začala virálně šířit a v březnu 2020 se hnutí pod názvem #Masks4All dostalo do předních světových medií, objevilo se i v hlavním vysílacím čase stanice CNN a mělo dosah 1.3 miliardy lidí. Za projekt dostal mezinárodní ocenění americké George Mason University pro lidi, kteří se nejvíce světově zasloužili o boj s koronavirem, jehož součástí je i finanční ocenění 50.000,- USD. Český časopis Forbes ho v roce 2020 zařadil do žebříčku 30 nejvlivnějších Čechů na sociálních sítích.
V českém prostředí společně s vědeckými kapacitami, jako je epidemiolog Petr Smejkal, biochemik Jan Konvalinka, rektor ČVUT Vojtěch Petráček či jaderná inženýrka Dana Drábová, sestavili výzvu #ZachraňmeČesko, ve které apelovali na veřejnost a varovali před nastupující koronavirovou vlnou a dalšími možnými oběťmi pandemie koronaviru.